# Blaeria
- Commons
- Wikispecies

Blaeria L. é um género botânico pertencente à família Ericaceae.

## Sinonímia
- Erica L.

## Principais espécies
- Blaeria barbigera
- Blaeria ericoides
- Blaeria fasciculata
- Blaeria kilimandjarica
- Blaeria patula
- Blaeria pusilla
- Blaeria spicata
- Lista completa

## Classificação do gênero
| Sistema | Classificação                      | Referência               |
| ------- | ---------------------------------- | ------------------------ |
| Linné   | Classe Tetrandria, ordem Monogynia | Species plantarum (1753) |